# افتن (ویسکانسین)
افتن (به انگلیسی: Afton) یک منطقهٔ مسکونی در ایالات متحده آمریکا است که در راک واقع شده‌است. افتن ۲۳۱٫۹۶ متر بالاتر از سطح دریا واقع شده‌است.